# ゼネラル・エアクラフト GAL.38 フリートシャドワー
ゼネラル・エアクラフト
GAL.38 フリートシャドワー
初期のGAL.38 フリートシャドワーの試作初号機
- 用途：偵察機
- 製造者：ゼネラル・エアクラフト
- 運用者：艦隊航空隊
- 初飛行：1940年5月13日
- 生産数：1機
- 退役：1941年

ゼネラル・エアクラフト GAL.38 フリートシャドワー（General Aircraft G.A.L.38 Fleet Shadower）は、第二次世界大戦直前期のイギリスの長距離偵察機である。フリートシャドワー計画は戦術要求に合致する高度に特化された機体であったが、この構想は量産に入ることは無く最終的には成功しなかった。

## 設計と開発
GAL.38 フリートシャドワーとエアスピード AS.39 フリートシャドワーは、イギリス海軍の夜間に敵艦隊を追跡できる能力を持つ航空機に対する運用要求 OR.52から生まれた要求仕様 S.23/37に合致するように製作された。当初はパーシヴァル、ショート・ブラザーズ、フェアリー・アビエーションの3社もこの計画に関与していた。各社の設計案の評価後にゼネラル・エアクラフト社とエアスピード社の両社が各2機の試作機を製作する契約を獲得した。ゼネラル・エアクラフト社は1938年11月15日に契約を締結した。
設計で想定される要求性能は、高度1500 ftを38 ノットの速度で最低でも6時間飛行でき、航空母艦の飛行甲板上から運用可能であることも要求されたために艦上での格納時には主翼の折り畳み機構が使用できることとされ、観測員の良好な視界の確保と巡航速度での静粛性を有するものを要求された。
GAL.38とAS.39の設計は、両機共に固定式降着装置を持つ高翼機、低速時での揚力を発生させるために主翼全幅に分散配置された小型のポブジョイ社製ナイアガラ Vエンジンといった点が類似していた。ガラス張りの機首には観測員、コックピットの操縦士の後ろの胴体内に通信士の座席があった。
この機体には、主翼のスロテッド・フラップ、スロッテッド・エルロンと下側小翼にスピリット・フラップといった揚力を生み出す様々な装置が付いていた。主翼は油圧の力で付け根の付近のピボットを中心に後方へ折り畳むことができた。
ポブジョイ社でのナイアガラ V エンジン開発での問題を受けて、低出力の民間機用ナイアガラ III エンジンを搭載することが決められた。GAL.38 フリートシャドワー（「ナイトシャドワー」としても知られる）の試作初号機は、ナイアガラ III エンジンを搭載して1940年5月13日に初飛行を行った。プロペラ後流を主翼全幅に渡るフラップに直接吹き当てて生み出す「プロップウォッシュ」（"propwash"）という革新的な装置により、敵艦隊上空を苦も無く巡航可能な39 mph (63 km/h)という驚くべき最低飛行速度を実現していた。1941年2月にキャンセルされたエアスピード社の設計程ではなかったが、本機は試験期間中に空力安定性に関する問題に見舞われた。GAL.38は1941年6月にナイアガラ V エンジンを搭載して飛行を再開する前に3枚形式の垂直尾翼を大きな1枚仕立てのものに変更するといった大幅な改良を施された。未完成の試作2号機を予備部品の部品取りとして使用して、試験飛行は1941年9月まで実施された。10月にゼネラル・エアクラフト社は試作2号機を廃棄処分にすることを命じられ、1942年3月には試作初号機も同様に廃棄処分にする命令が出された。
艦隊追尾偵察機という構想は、リベレーター Iのような長距離哨戒機に搭載可能な効果的な空対艦レーダー（Air to Surface (ASV) radar）が戦時中に開発されたことでこれに取って代わられた。1941年2月に英海軍はこの構想を破棄した。

## 要目
Jane's Fighting Aircraft of World War II 
- 乗員：3名（操縦士、観測員、通信士）
- 全長：11 m (36 ft 1 in)
- 全幅：17.02 m (55 ft 10 in) [4]
- 全高：3.86 m (12 ft 8 in)
- 翼面積：43.85 m² (472 ft²)
- 翼面荷重：97.8 kg/m² (20.0 lb/ft²)
- 空虚重量：2,791 kg (6,153 lb)
- 全備重量：3,897 kg (8,591 lb)
- エンジン：4 × ポブジョイ ナイアガラ III 星型エンジン、130 hp (99 kW)
- 最大速度：185 km/h (115 mph)
- 巡航速度：152 km/h (94 mph)
- 失速速度：63 km/h (39 mph)
- 巡航高度：1,830 m (6,000 ft)
- 航続距離：1,593 km (990 m)
- 航続時間：11時間
- 上昇率：119 m/min (390 ft/min)
- Lift coefficient：約3.5
- 武装：無し